# Partido Alberti
Partido Alberti (hiszp. Partido de Alberti) – jedno z 135 partidos, znajduje się w prowincji Buenos Aires. Siedzibą administracyjną jest miasto Alberti. Funkcję Intendenta pełni Marta Susana Medici. Partido Alberti ma powierzchnię 1 130 km², w 2010 r. zamieszkiwało w nim 12 tys. mieszkańców (5 181 mężczyzn i 5 473 kobiet).

## Miejscowości
W partido Adolfo Gonzales Chaves znajdują się następujące miejscowości:

- Alberti
- Achupallas
- Anderson
- Baudrix
- Villa Ortíz
- Coronel Seguí
- Gobernador Ugarte
- Mechita
- Larrea
- Emita
- Palantelén
- Plá
- Presidente Quintana
- Villa Grisolía
- Villa María

## Demografia
Zmiana liczby ludności w latach 1914 – 2010 na podstawie kolejnych spisów ludności.